# Bubbles of Trouble
Pour plus de détails, voir Fiche technique et Distribution.
Bubbles of Trouble est un film américain réalisé par Edward F. Cline, sorti en 1916.

## Fiche technique
- Titre : Bubbles of Trouble
- Réalisation : Edward F. Cline
- Assistant réalisateur : Robert P. Kerr
- Scénario :
- Photographie : K.C. MacLean
- Montage :
- Producteur : Mack Sennett
- Société de production : Keystone Film Company
- Société de distribution : Triangle Distributing
- Pays d'origine :  États-Unis
- Langue : film muet avec les intertitres en anglais
- Format : court métrage en noir et blanc — 35 mm — 1,33:1 — Muet
- Genre : Comédie
- Durée : 2 bobines (639 m)
- Date de sortie : 
  - États-Unis : 28 mai 1916

## Distribution
- Peggy Pearce : Peggy, la fille
- James Donnelly : le père de Peggy
- Billy Gilbert : le véritable amour de Peggy
- Bobby Dunn : le véritable amour de Pal
- Harry McCoy : le gendre du père de Chosen
- Jack Henderson :